# Fifth Third Bank Stadium
O Kennesaw State University Soccer Stadium, conhecido como New KSU Stadium, é um estádio de futebol localizado nas imediações de Kennesaw, Geórgia, Estados Unidos. Foi inaugurado em 2 de maio de 2010, com a primeira partida em 9 de maio. É usado principalmente para o futebol e é o resultado de uma parceria público-privada entre a Kennesaw State University e o Atlanta Beat da liga de futebol feminino dos Estados Unidos.